# Национальная кинопремия (Индия) за лучший художественный фильм
Национальная кинопремия за лучший художественный фильм (хинди राष्ट्रीय चित्रपट पुरस्कार, सर्वश्रेष्ठ फीचर फिल्म, англ. National Film Award for Best Feature Film, ранее President’s Gold Medal for the All-India Best Feature Film) — одна из старейших и основных категорий Национальной кинопремии — главной кинематографической премии Индии, присуждаемой и вручаемой под эгидой Дирекции кинофестивалей Министерства информации и телерадиовещания Правительства Индии, присуждаемая игровым/художественным фильмам индийского кинематографа на любом из языков и диалектов страны.

## Описание
Категория «За лучший художественный фильм по всей Индии» была основана одновременно с учреждением премии в целом в 1953 году, являясь одной из старейших её категорий, наряду с премиями «За лучший нехудожественный фильм» и «За лучший детский фильм», сопровождаемыми в первые годы Национальной кинопремии также «сертификатами качества» как знаками отличия для «вторых лучших» и «третьих лучших» фильмов (аналогом «шорт-листов номинации» большинства кинопремий, впоследствии упразднённым). Впервые была присуждена и вручена на 1-й церемонии награждения 10 октября 1954 года. Обладателем первой премии стал вышедший в прокат в 1953 году фильм на маратхи «Мама Шьяма», снятый Ачарией Атре по одноимённой автобиографической книге Сане Гуруджи.
Исходным знаком премии с 1954 по 1970 год была «Президентская золотая медаль», к которой, начиная с 5-й церемонии награждения, добавился денежный приз для продюсера (или продюсирующей организации) и режиссёра фильма. Впоследствии состав премии менялся, различно для продюсера и режиссёра; с 1981 года авторы картины, признанной лучшим художественным фильмом страны, награждаются премией «Золотой Лотос» (хинди स्वर्ण कमल, Swarna Kamal), включающей медальон премии (NFA), сертификат о награждении и денежный приз.
Изменение со временем состава (помимо сертификата награждения) и суммы премии для продюсера и режиссёра лучшего фильма показано в таблице:
| Годы и номера награждений        | Продюсер                       | Режиссёр                      |
| -------------------------------- | ------------------------------ | ----------------------------- |
| 1954 (1-е) — 1957 (4-е)          | Президентская золотая медаль   | Президентская золотая медаль  |
| 1958 (5-е) — 1967 (14-е)         | Золотая медаль + 20 тыс. рупий | 5 тыс. рупий                  |
| 1968 (15-е) — 1970 (17-е)        | Золотая медаль + 20 тыс. рупий | Медальон + 5 тыс. рупий       |
| 1971 (18-е) — 1974 (21-е)        | Swarna Kamal + 40 тыс. рупий   | Медальон + 10 тыс. рупий      |
| 1975 (22-е) — 1976 (23-е)        | Swarna Kamal + 40 тыс. рупий   | Rajat Kamal + 15 тыс. рупий   |
| 1978 (25-е)                      | Swarna Kamal + 40 тыс. рупий   | Rajat Kamal + 20 тыс. рупий   |
| 1981 (28-е) — 1995 (42-е)        | Swarna Kamal + 50 тыс. рупий   | Swarna Kamal + 25 тыс. рупий  |
| 1996 (43-е) — 2006 (53-е)        | Swarna Kamal + 50 тыс. рупий   | Swarna Kamal + 50 тыс. рупий  |
| 2007 (54-е) — по настоящее время | Swarna Kamal + 250 тыс. рупий  | Swarna Kamal + 250 тыс. рупий |

Честь вручения премий, как и для других номинаций Национальной кинопремии, традиционно принадлежит президенту Индии, хотя в отдельные годы в этой роли выступали и политики другого ранга, в частности, губернатор штата Махараштра П. В. Чериан (на церемонии 1965 года), премьер-министры Джавахарлал Неру (1956) и Индира Ганди (с 1971 регулярно на протяжении своих каденций до 1984 года) и вице-президенты страны Сарвепалли Радхакришнан (1960—1962) и Мохаммад Ансари (1959).

## Фильмы-призёры

### 1950—1960-е годы
| Год, ссылки, (№ церемонии) | Фильмы                    | Языки    | Продюсеры / продюсирующие организации | Режиссёры         | Формулировка |
| -------------------------- | ------------------------- | -------- | ------------------------------------- | ----------------- | ------------ |
| 1953 (1-я)                 | Мама Шьяма                | маратхи  | Ачария Атре                           | Ачария Атре       | —            |
| 1954 (2-я)                 | Мирза Галиб               | хинди    | Сохраб Моди                           | Сохраб Моди       | —            |
| 1955 (3-я)                 | Песнь дороги              | бенгали  | Правительство Западной Бенгалии       | Сатьяджит Рай     | —            |
| 1956 (4-я)                 | Кабулиец                  | бенгали  | Чаручитра                             | Тапан Синха       | —            |
| 1957 (5-я)                 | Два глаза, двенадцать рук | хинди    | В. Шантарам                           | В. Шантарам       | —            |
| 1958 (6-я)                 | Святой остров             | бенгали  | De Luxe Film Distributors             | Дебаки Босе       | —            |
| 1959 (7-я)                 | Мир Апу                   | бенгали  | Satyajit Ray Productions              | Сатьяджит Рай     | —            |
| 1960 (8-я)                 | Во имя любви              | хинди    | Ришикеш Мукхерджи Л. Б. Тхакур        | Ришикеш Мукхерджи | —            |
| 1961 (9-я)                 | Сестра Ниведита           | бенгали  | Aurora Film Corporation               | Биджой Басу       | —            |
| 1962 (10-я)                | Дада Тхакур               | бенгали  | Шьямлал Джалан                        | Судхир Мукхерджи  | —            |
| 1963 (11-я)                | Город и мечта             | хинди    | Naya Sansar                           | Ходжа Ахмад Аббас | —            |
| 1964 (12-я)                | Чарулата                  | бенгали  | Р. Д. Бансал                          | Сатьяджит Рай     | —            |
| 1965 (13-я)                | Креветка                  | малаялам | Бабу Исмаил Сетту                     | Раму Кариат       | —            |
| 1966 (14-я)                | Третья клятва             | хинди    | Шайлендра                             | Басу Бхаттачарья  | —            |
| 1967 (15-я)                | На рынке                  | бенгали  | Асим Датта                            | Тапан Синха       | —            |
| 1968 (16-я)                | Гупи поёт, Багха танцует  | бенгали  | Непал Датта Асим Датта                | Сатьяджит РайР    | —            |
| 1969 (17-я)                | Бхуван Шом                | хинди    | Mrinal Sen Productions                | Мринал СенР       | —            |

### 1970—1980-е годы
| Год, ссылки, (№ церемонии) | Фильмы                                   | Языки                  | Продюсеры / продюсирующие организации                                  | Режиссёры              | Формулировка |
| -------------------------- | ---------------------------------------- | ---------------------- | ---------------------------------------------------------------------- | ---------------------- | --- |
| 1970 (18-я)                | Ритуал                                   | каннада                | Паттабхи Рама Редди                                                    | Паттабхи Рама Редди    | — |
| 1971 (19-я)                | Компания с ограниченной ответственностью | бенгали                | Читранджали                                                            | Сатьяджит Рай          | — |
| 1972 (20-я)                | По своей воле                            | малаялам               | Адур Гопалакришнан                                                     | Адур ГопалакришнанР    | — |
| 1973 (21-я)                | Вчерашние предложения                    | малаялам               | М. Т. Васудеван Наяр                                                   | М. Т. Васудеван Наяр   | — |
| 1974 (22-я)]               | Хор                                      | бенгали                | Mrinal Sen Productions                                                 | Мринал Сен             | — |
| 1975 (23-я)                | Барабаны Чомы                            | каннада                | Praja Films                                                            | Б. В. Карантх          | — |
| 1976 (24-я)                | Королевская охота                        | хинди                  | Uday Bhaskar International                                             | Мринал Сен             | — |
| 1977 (25-я)                | Последний ритуал                         | каннада                | Садананд Суварна                                                       | Гириш Касаравалли      | За подъём художественного кинематографа региона к новым уровням артистического мастерства, за деликатность в обращении и искусное использование средств кинематографа, за умение показать трагическое разрешение конфликта с разных точек зрения и переход персонажей от невинности к горькому опыту, за обжигающую интеллектуальную честность, за объединение всех элементов в выдающуюся форму, которая не может не быть названа шедевром. |
| 1978 (26-я)                | Премия не присуждалась                   | Премия не присуждалась | Премия не присуждалась                                                 | Премия не присуждалась | Премия не присуждалась |
| 1979 (27-я)                | Shodh                                    | хинди                  | Ситакант Мишра                                                         | Биплаб Рой Чоудхари    | — |
| 1980 (28-я)                | В поисках голода                         | бенгали                | D. K. Films                                                            | Мринал СенР            | За выдающееся воспроизведение трагедии голода в Бенгалии 1943 года фокусирующееся на тревожной последовательности событий, его вызвавших, за кинематографической совершенство фильма, исследующего человеческие чувства на разных уровнях, за превосходное умение, с которым путаница факторов социально-экономической-ситуации приводится к запоминающемуся посылу.                                                                         |
| 1981 (29-я)                | Dakhal                                   | бенгали                | West Bengal Film Industry                                              | Гаутам Гхош            | За видимое изящество, с которым фильм показывает усилия дочери народа, храбро сражающейся за социальную справедливость, невзирая на любые препятствия и за выдающиеся способности молодого режиссёра, в едином лице написавшего сценарий и музыку к фильму, управлявшего камерой и поставившего его в поэтической манере. |
| 1982 (30-я)                | Завещание приговоренного                 | бенгали                | Департамент информации и культуры правительства Западной Бенгалии      | Утпаленду ЧакрабортиР  | За смелость в раскрытии сторон современной реальности, имеющих высокую социальную важность, и за осуществление этого со страстью и прямотой. |
| 1983 (31-я)                | Ади Шанкарачарья                         | санскрит               | Национальная Кинокорпорация Мин-ва информации и телерадиовещания Индии | Г. В. Айер             | За преданность, глубину, силу и впечатляющее мастерство, с которыми в этом фильме уловлена индийская философская традиция. |
| 1984 32-я)                 | Damul                                    | хинди                  | Prakash Jha Productions                                                | Пракаш Джха            | — |
| 1985 (33-я)                | Чидамбарам                               | малаялам               | Г. Аравиндан                                                           | Г. Аравиндан           | За редкостное кинематографической впечатление и показанные страдание и внутреннюю борьбу человека на фоне стихий. |
| 1986 (34-я)                | Tabarana Kathe                           | каннада                | Гириш Касаравалли                                                      | Гириш Касаравалли      | За чрезвычайно искусное и показанное и высоким чувством и мастерством проникновение в муку беспомощного человека в бюрократической паутине, дожидающегося своей пенсии, приходящей слишком поздно. |
| 1987 (35-я)                | Катастрофа                               | ассамский              | Сайладхар Баруа Джахну Баруа                                           | Джахну Баруа           | За мастерство кинематографической формы и совокупность кинематографических умений, за подлинное изображение проблемы индийской деревни и за жизнеутверждающее человеческое достоинство, которое он отражает на фоне самых тяжёлых социальных условий. |
| 1988 (36-я)                | Рождение                                 | малаялам               | Film Folks                                                             | Шаджи КарунР           | За креативное воплощение человеческого страдания с отточенным кинематографическим мастерством. |
| 1989 (37-я)                | Танец тигра                              | бенгали                | Буддхадеб Дасгупта                                                     | Буддхадеб Дасгупта     | За изображение постепенного разрушения народной сельской традиции под напором дешёвой и пёстрой городской культуры в форме кинематографически яркой и героической классической трагедии. |

### 1990—2000-е годы
| Год, ссылки, (№ церемонии) | Фильмы                        | Языки             | Продюсеры / продюсирующие организации                                                                | Режиссёры              | Формулировка |
| -------------------------- | ----------------------------- | ----------------- | --- | ---------------------- | --- |
| 1990 (38-я)                | Другая                        | тамильский        | Национальная Кинокорпорация Мин-ва информации и телерадиовещания Индии                               | К. С. Сетумадхаван     | За соблюдение равновесия между традиционными и пришедшими позже современными ценностями и за обращение с предметом фильма в соответствие с высшими стандартами эстетического мастерства.                                                                                       |
| 1991 (39-я)                | Странник                      | бенгали           | Национальная Кинокорпорация Мин-ва информации и телерадиовещания Индии                               | Сатьяджит Рай          | За его виртуозное обращение с необычной темой, наполняющее её юмором, напряжением и драмой, позволяя достичь удивительного понимания человеческого поведения. |
| 1992 (40-я)                | Бхагавад-гита                 | санскрит          | Т. Суббарами Редди                                                                                   | Г. В. Айер             | За удачную передачу бессмертной философии Бхагавад-гиты в кинематографической форме. |
| 1993 (41-я)                | Убежище для птиц              | бенгали           | Гита Гопе Шанкар Гопе                                                                                | Буддхадеб Дасгупта     | За поэтическое и символическое воплощение вечного человеческого стремления к свободе и его отдаления от природы. |
| 1994 (42-я)                | 19 апреля                     | бенгали           | Ритупарно Гхош                                                                                       | Ритупарно Гхош         | За комплексное и безупречное изображение разваливающихся семейных отношений в городских районах Индии. Связь между матерью и дочерью продолжается до определенного времени и пространства, с безукоризненно построенной драмой.                                                |
| 1995 (43-я)                | Человек истории               | малаялам          | Адур Гопалакришнан                                                                                   | Адур Гопалакришнан     | За поразительный портрет индивида, родившегося накануне Независимости. Фильм дает представление о социально-политической эволюции в достигшей независимости Индии через образ отдельного человека, с выдающимися кинематографическими качествами и всеобщей притягательностью. |
| 1996 (44-я)                | Красные врата                 | бенгали           | Читрани Лахири Дулал Рой                                                                             | Буддхадеб Дасгупта     | За его поэтическое представление и исследование сложности человеческих отношений в современной городской среде. |
| 1997 (45-я)                | Матушка                       | каннада           | Джаймала                                                                                             | Гириш Касаравалли      | За его сложное изображение одной женщины, которая несет бремя давления традиций и ограничений общества и учится преодолевать их с мужеством, достоинством, жертвенностью, выступая тем за эмансипацию женщин.                                                                  |
| 1998 (46-я)                | Противостояние                | хинди             | Шьям Бенегал, Sahyadri Films, Национальная Кинокорпорация Мин-ва информации и телерадиовещания Индии | Шьям Бенегал           | За инновационную и человечную манеру, с какой режиссёр упорядочивает и показывает продолжающееся социальное зло. |
| 1999 (47-я)                | Последний танец               | малаялам          | Моханлал                                                                                             | Шаджи Карун            | За многоуровневое отражение разных вопросов, включая кастовую систему, попечение искусств, Гуру Шишью Парампару и поиски самого себя артистом-исполнителем. |
| 2000 (48-я)                | Благоразумие                  | малаялам          | П. В. Гангадхаран                                                                                    | Джаярадж               | За обращение к весьма современному вопросу политической конкуренции и насилии в нашем обществе через необычный образный способ. Язык фильма выходит за рамки обычного повествования для обращения к хладнокровию и здравому смыслу.                                            |
| 2001 (49-я)                | Остров                        | каннада           | Саундарья                                                                                            | Гириш Касаравалли      | За фильм, сочетающий в себе целостность, творческий потенциал и эстетику в его описании и дилемм, и духа семьи, которая наперекор логике и погоде держится за свои корни. |
| 2002 (50-я)                | Повесть о строптивой девчонке | бенгали           | Арья Бхаттачарья                                                                                     | Буддхадеб Дасгупта     | За его поэтическое изучение человека и социальных реалий, касающихся людей на периферии общества. |
| 2003 (51-я)                | Дыхание                       | маратхи           | Арун Налаваде                                                                                        | Сандип Савант          | За его чувственное и волнующее изображение отношений между дедом и внуком, когда ребенок находится на пороге потери зрения. |
| 2004 (52-я)                | Третья страница               | хинди, английский | Бобби Пушкарна                                                                                       | Мадхур Бхандаркар      | За комплексную и смелую попытку, которая показывает мелкий мир Третьей страницы в манере одновременно жестоко-сатирической и мягко-иронической. |
| 2005 (53-я)                | Воспоминания в тумане         | бенгали           | Джугал Сугханд                                                                                       | Буддхадеб Дасгупта     | За редкий лирический стиль и уникальную сплоченность структуры повествования и персонажей, которые позволяют ей течь в разных плоскостях. |
| 2006 (54-я)                | Жизнь тигра                   | малаялам          | М. Г. Виджай                                                                                         | Приянанданан           | За многоуровневый фильм, который использует метафоры для решения глобальных и местных проблем современного общества. |
| 2007 (55-я)                | Свадебное сари                | тамильский        | Percept Picture Company                                                                              | Приядаршан             | За показ редкого образа сообщества ткачей шелка Канчи и внутренней борьбы ткача, пойманного между его идеалами и личными мечтами. Яркая история и техническое совершенство смешаны для создания полного кинематографического опыта.                                            |
| 2008] (56-я)               | Ожидание без конца            | бенгали           | Screenplay Films                                                                                     | Анируддха Рой Чоудхари | За лирическое смешение технических методов в правильной пропорции, чтобы изобразить смещение человеческих отношений в городском плане действий. |
| 2009 (57-я)                | Кутти Сранк                   | малаялам          | Reliance Entertainment                                                                               | Шаджи Карун            | За кинематографическое мастерство, с которым фильм показывает различное видение трёх женщин на мужчину их жизни. |

### 2010—2020-е годы
| Год, ссылки (№ церемонии)    | Фильмы                         | Языки                                 | Продюсеры / продюсирующие организации          | Режиссёры                      | Формулировка |
| ---------------------------- | ------------------------------ | ------------------------------------- | ---------------------------------------------- | ------------------------------ | --- |
| 2010 (58-я)                  | Абу, сын Адама                 | малаялам                              | Салим Ахамед Ашраф Беди                        | Салим Ахамед                   | За простое, но запоминающееся выражение гуманистических ценностей, освобождённое от замкнутости ограниченного взгляда. Вопросы, тревожащие Абу, сына Адама, являются вневременными и всеобщими. |
| 2011 (59-я) 2 фильма-призёра | Храм                           | маратхи                               | Абхиджит Гхолап                                | Умеш Винаяк Кулкарни           | За остроумное, сатирическое и проникающее описание политики, влияющей на коммерциализацию религии в Индии. Через чудесно подлинное изображение деревенской жизни, менталитета и поступков, «Храм» охватывает социальные, религиозные и коммерческие вопросы, индивидуализируя своих персонажей и наделяя каждого из них своим языком и пространством. Фильм иронично показывает искреннее принятие коммодифицированной и крикливой религиозности в районе, страдающим от всех серьезных проблем, стоящих перед страной сегодня, и он делает это со смехом, который лишь немного оттенен цинизмом. |
| 2011 (59-я) 2 фильма-призёра | Бьяри                          | бьяри                                 | Алтаф Хуссейн                                  | Сувиран                        | За убедительную борьбу с религиозными законами затрагивающими личность, проработанную с осторожностью и настойчивостью. Благодаря своей героине, режиссёр-сценарист Сувиран остро и резко передает травму женщины, которая имеет дело с несправедливыми религиозными законами. Фильм призывает к пересмотру практик, которые продолжают контролировать жизнь многих женщин в этой стране. |
| 2012 (60-я)                  | Пан Сингх Томар                | хинди                                 | UTV Software Communications                    | Тигманшу Дхулиа                | Убедительная демонстрация подлинной истории жизни, в которой подчеркивается настоятельная необходимость системы социальной поддержки для спортсменов, особенно в сельских районах Индии. Изящное и осторожное обращение с не слишком распространенной темой с поразительной уверенностью. Фильм оставляет зрителя с реализацией декадентской системы ценностей, преобладающей в обществе. И все же есть луч надежды!' |
| 2013 (61-я)                  | Корабль Тесея                  | хинди, английский                     | Recyclewala Films Pvt Ltd                      | Ананд Ганди                    | Не привлекший громкого внимания яркий фильм о необычном фотографе, эрудированном джайнском монахе и молодом фондовом брокере, показанных в различных частях и, наконец, сведённых вместе странными обстоятельствами. В процессе фильм изображает вопросы способностей подсознания, метафизической веры и сложной морали в мире, полном противоречий. |
| 2014 (62-я)                  | Суд                            | маратхи, хинди, гуджарати, английский | Zoo Entertainment Pvt. Ltd                     | Чайтанья Тамхане               | Мощное и сильное изображение обыденности судебной процедуры блестяще показано в форме фильма, заставляя нас задуматься над душераздирающим безразличием институциональных структур. |
| 2015 (63-я)                  | Бахубали: Начало               | телугу, тамили                        | Шобу Ярлагадда, Arka Media Works               | С. С. Раджамаули               | Фильм оригинальный и монументальный, благодаря затратам на производство и кинематографическому великолепию в создании фэнтезийного мира на экране. |
| 2016 (64-я)                  | Kaasav                         | маратхи                               | Сумитра Бхаве, Сунил Суктанкар и Мохан Агаше   | Сумитра Бхаве, Сунил Суктанкар | В знак признательности за отличное сочетание экзогенного и затрагивающего личность поведения в мучительно прекрасном кинематографическом ключе. |
| 2017 (65-я)                  | Деревенские рок-звёзды         | ассамский                             | Рима Дас                                       | Рима Дас                       | |
| 2018 (66-я)                  | Hellaro                        | гуджарати                             | Saarthi Productions LLP                        | Амбхишек Шах                   | Фильм представляет собой сильное заявление на расширение прав и возможностей женщин против патриархального общества. |
| 2019 (67-я)                  | Мараккар: Лев Аравийского моря | малаялам                              | Энтони Перумбавур                              | Приядаршан                     | |
| 2020 (68-я)                  | Soorarai Pottru                | тамили                                | Сурья, Джотика, Раджсекар Пандиян, Гунит Монга | Судха Конгара                  | |
| 2021 (69-я)                  | Ракетчик                       | тамили, хинди, английский             | Rocketry Entertainment LLP                     | Мадхаван                       | |
| 2022 (70-я)                  | Aattam                         | малаялам                              | Joy Movie Productions                          | Ананд Экарши                   | |